# Trioker
Trioker ist ein vom Verlag Robert Laffont in Paris herausgegebenes Gesellschaftsspiel, das sich auch als Denksportaufgabe für Einzelpersonen eignet und um 1970 in Frankreich sehr populär war. Es besteht aus 24 verschiedenen Spielsteinen gleicher Größe von der Form gleichseitiger Dreiecke, die je nach Ausführung mit Punkten, Zahlen oder Farben an den Ecken gekennzeichnet sind. Die Spielsteine werden wie Dominosteine mit den Kanten aneinander gelegt, wobei die in einem Punkt zusammentreffenden Ecken jeweils dieselbe Anzahl markierter Punkte, bzw. dieselben Zahlen, bzw. dieselben Farben aufweisen müssen.
Vom Grundprinzip her ähnelt Trioker dem Legespiel Triominos, bietet jedoch komplexere Möglichkeiten, insbesondere was das Legen gegenständlicher Figuren unter Einhaltung der Spielregeln betrifft.

## Regelkonforme Legebeispiele

Trapez (3 Steine)
Dreieck (4 Steine)
Diabolo (6 Steine)
Schiff (6 Steine)
Sechseck (6 Steine)